# Леллі Веймут
Елізабет Морріс «Леллі» Ґрем Веймут (англ. Elizabeth Morris «Lally» Graham Weymouth; нар. 3 липня 1943, Вашингтон) — американська журналістка, працює старшою помічницею редактора в газеті «The Washington Post». Раніше працювала кореспонденткою дипломатичного журналу «Newsweek», яким володіла її сім'я.

## Дитинство та освіта
Вона є найстаршою із чотирьох дітей Кетрін Ґрема та Філіпа Ґрема, які працювали видавцями газети Post». Її бабуся, по материнській лінії, Агнес Маєр, була у німецькій лютеранський громаді. Її дідусь, по материнській лінії, Юджин Маєр, був німецьким євреєм і родом з рабинської сім'ї в Страсбурзі. Він купив збанкрутілу газету «Post» незабаром після відходу з посади голови Федеральної резервної системи в середині 1933 років. Її мати була хрещена в лютеранській церкві, але відвідувалаєпископальну церкву. Її батько, Філіп Леслі Ґрем, народився в лютеранській сім'ї в місті Террі, Південна Дакота. Старший з її трьох братів Дональда Ґрем, обіймав посаду видавця газети «Post» з 1979 до 2000, а вже з 2008 року його дочка Катерін Веймут очолила цю посаду.
Веймут відвудувала Мадейрську школу і закінчила коледж Редкліфф Гарвардського університету з відзнакою, за спеціальністю американська історія та література.

## Кар'єра
З 1968 року по 1969 рік Веймут працювала у сенатора Роберта Кеннеді в корпорації «Bedford stuyvesant restoration corporation». [прояснити]
Веймут відредагувала і уклала книги Томаса Джеферсона: «The Man», «His World», «His Influence» (1973, G.P. Putnam) — колекція, яка включає внески провідних вчених Джеферсона. Вона є авторкою «America in 1876», «The Way We Were» (1976, Random House). Веймут працювала позаштатною журналісткою і редакторкою з 1977 до 1983 рік для таких видань як «New York Magazine», «The New York Times Magazine», «Esquire», «Atlantic Monthly» і «Parade». З 1983 року по 1986 рік вона була редактором «Los Angeles Times».
В даний час Веймут працює старшою помічницею редактора «The Washington Post». Вона пише у закордонних справах і проводить ексклюзивні інтерв'ю з главами іноземних держав з 1986 року. Відомі інтерв'ю: останнє інтерв'ю з прем'єр-міністром Пакистану Беназір Бхутто за два тижні до її смерті, з президентом Хамідом Карзая в Афганістані, полковником Мухаммаром Каддафі в Лівії, президентом Пакистану Первезом Мушаррафом через два місяці після терористичних дій 11 вересня 2001 року, президентом Венесуели — Уго Чавесом, президентом Сирії Башаром Асадом, Слободаном Мілошевичем з Сербії, з Саддамом Хусейном, і перше англійськомовне інтерв'ю президента Ділми Русеф після її обрання в Бразилії. Взяла інтерв'ю в президента Білорусі Лукашенка після насильницького придушення опозиції напередодні виборів, у грудні 2010 року. Подорожувала до Ізраїлю і Рамалли в лютому 2011 року, де провела інтерв'ю з прем'єр-міністром Палестинської автономії Файяда. У травні 2011 року Леллі Веймут зустрілася з міністром закордонних справ Єгипту Ель-Арабі, Генеральним секретарем Ліги арабських держав Амр Мусса, та з особами Вищої військової ради в Каїрі. У вересні 2011 року Леллі Веймут вирушила до Тегерана, де зробила ексклюзивне інтерв'ю з президентом Ахмадінежадом перед його поїздкою до США для участі в Генеральній Асамблеї Організації Об'єднаних Націй.

## Особисте життя
У 1963 році вона вийшла заміж за архітектора Яна Веймута (чия сестра Тіна Веймут була басисткою в арт-рок-групі «Talking Heads» з 1974 року по 1991 рік). Вони розлучилися в 1969 році Подружжя має двох дітей:
- Кетрін Веймут — видавниця для «Washington Post»
- Памела Алма Веймут — письменниця для «Huffington Post».